# Tromsdalen UIL
El Tromsdalen UIL es un equipo de fútbol de Noruega que milita en la Fair Play ligaen, la tercera liga de fútbol más importante del país.

## Historia
Fue fundado en el año 1938 en la ciudad de Tromsdalen como un club multideportivo con secciones en atletismo, esquí y gimnasia y en su historia reciente ha sido un equipo yo-yo, en donde ha pasado entre el segundo y el tercer nivel, aunque es más conocido por anotar 105 goles en la Fair Play ligaen 2011, récord de goles en una temporada en el fútbol de Noruega.

## Palmarés
- Fair Play ligaen: 4

2008, 2011, 2013, 2016